# Antão José Maria de Almada
Antão José Maria de Almada (Angra, 22 de novembro de 1801 — Santarém, 5 de abril de 1834), foi o 2.º conde de Almada, miguelista, mestre-sala da Casa Real, cavaleiro da Ordem de Cristo, e militar da Marinha (1820~1823)  e da Cavalaria portuguesa, alcaide-mor e senhor do Reino de Portugal.
Recebeu oficialmente o título de conde, com apenas 4 anos de idade incompletos, mesmo antes da morte de seu pai, por Decreto de 15 ou de 20 de Agosto de 1805.
Sendo um tradicionalista convicto, na sua época, D. Antão foi sempre visto como o 14.º representante de conde de Avranches em França (Abranches em Portugal).
"Acompanhou de perto o senhor D. Miguel, sendo sempre o primeiro a aparecer em sua defesa, tomando parte muito activa na guerra que se desencadeou".

## Biografia
Teve como seu educador o desembargador de Lisboa, Joaquim António de Araújo. E isso, por ter ficado órfão de mãe à nascença e seu pai ter ficado psiquicamente doente após essa tragédia também quase no final da vida dele. Depois, ao o pai ter morrido cedo, teve como tutor o Visconde de Asseca, seu parente próximo.
Foi dos primeiros alunos do Real Colégio Militar, logo no primeiro ano com o n.º 94, admitido em 1815 até 1817. Mais tarde, em 2 de Outubro de 1824, obteve o curso de bacharelato em Matemática da Academia Real da Marinha e tendo ascendido ao posto de capitão de cavalaria. Há informação que tinha sido segundo tenente na Brigada Real da Marinha do rei D. Miguel I, além de seu ajudante de ordens (ajudante-de-campo). Recebendo dele a "medalha de ouro" a 27 de Maio de 1823.
Em 16 de Junho de 1820 passa a ser cavaleiro da Ordem de Cristo, onde lhe são cedidas as comendas dos seus antepassados e antecessores.
Nesse mesmo ano, a 7 de Dezembro de 1820, a corte no Rio de Janeiro de D. João IV de Portugal promove-o a Segundo Tenente do Destacamento da Brigada Real da Marinha, em Lisboa, onde estava servindo como "Praça de Soldado Nobre" (o ofício chega a Lisboa a 15 de Janeiro do ano seguinte).
O mesmo rei, 2 de Maio de 1823, nomeia-o membro do seu Conselho de Estado (Conselho Régio). Meses mais tarde, a 31 de Julho, por decreto real passou a exercer o posto de Alferes do Regimento de Cavalaria n.º 4, o que particularmente havia solicitado ao príncipe Infante D. Miguel na altura do movimento de Vilafrancada em que tomou parte. Tendo recebido a condecoração da Medalha de Fidelidade ao Rei e à Pátria.
A 30 de Abril de 1826, assume o lugar de Par do Reino, de que prestou juramento e tomou posse na respectiva câmara a 23 de Novembro do mesmo ano.
Exerceu o cargo de mestre-sala da Casa Real, com carta de ofício passado em 29 de Dezembro de 1818. Constando esse direito definido pelo "Congresso", com a presença do rei, em 1 de Outubro de 1822, para ser editado em portaria no dia seguinte como consta. Mais tarde foi assegurado pelo próprio juramento da Carta Constitucional, no artigo 5.º, datado de 26 de Julho de 1826, durante o governo de Maria II de Portugal. Já no período que decorre o dia 1 de Novembro de 1832 até 1 de Junho de 1833, desloca-se para o Minho, do seu Palácio do Rossio em Lisboa para Lanheses onde tinha casa, para melhor exercer essa sua função da corte na Casa Real que D. Miguel tinha instalado nessa altura em Braga. Na verdade, em 9 de Setembro de 1833, aparece aos olhos da governação liberal como "rebelde".
Foi provedor da Real Irmandade da Santa Cruz e Passos da Graça (ano 1823-1824) e alcaide-mor ou comendador de Proença-a-Velha.
Teve igualmente o senhorio dos Lagares d´El-Rei, de Pombalinho. Assim como, através dos bens da família de sua mulher, o senhorio de Lanheses, o morgadio do "Paço Velho em Guimarães" e as comendas de S. Pedro de Fins de Ferreira (Paços de Ferreira), de S. Miguel de Vila Franca, de Santa Maria de Airães, de São Vicente de Vimioso e de Vila de Ferreira (Zêzere) com sua alcaidaria como de sua alcaidaria em 29 de Janeiro de 1822.
Faleceu em Santarém, a 5 de Abril de 1834, com cólera no decurso das guerras liberais. No dia seguinte foi sepultado no cruzeiro da Igreja de Santo Estêvão do Milagre, por ordem expressa de D. Miguel.

## Dados genealógicos
Antão José Maria de Almada, 2.º conde de Almada nasceu na noite de 22 de Novembro de 1801, nos Açores quando seu pai superintendia essa Capitania. Ao serviço "Real" morreu em 5 de Abril de 1834, de tifo, em Santarém.
Filho de: Lourenço José Boaventura de Almada, 1.º Conde de Almada, 12º conde de Abranches,  senhor dos Lagares d´El-Rei, 11º senhor de Pombalinho e de Maria Bárbara Lobo da Silveira Quaresma (24 de Setembro de 1783 - Angra do Heroísmo, 23 de Novembro de 1801), filha de Fernando José Lobo da Silveira Quaresma, 2º marquês de Alvito.
Casou, em 30 Março de 1818, no oratório da casa de sua sogra, na freguesia de Santa Isabel, em Lisboa, com: Maria Francisca de Abreu Pereira Cirne Peixoto, senhora da então Vila Nova de Lanheses com sede na sua quinta Paço de Lanheses, nascida a 10 de Outubro de 1802.
Sendo esta filha única e herdeira de:
- Pai:
  - Sebastião de Abreu Pereira Cirne Peixoto, senhor do Paço de Lanheses, padroeiro de metade da abadia de Santa Eulália de Vila Nova de Lanheses, moço fidalgo com exercício na Casa Real, comendador da Ordem de Cristo, alcaide-mor de Ferreira e o 1.º a ter o recente senhorio de Vila Nova de Lanheses, juntamente com o posto de capitão-mor das ordenanças desta mesma localidade,[41] (concelho elevado a vila em remuneração dos muitos e valiosos serviços de tio Desembargador do Paço, chanceler-mor do Reino e do Conselho do Santo Ofício, o Dr. José Ricalde Pereira de Castro, que a tinha obtido de juro e herdade para os descendentes do referido sobrinho pela troca do senhorio do Lindoso[2]
- Mãe:
  - Maria José de Lencastre César de Menezes[42] (25 de Setembro de 1776 - 1823), filha de Gonçalo Pereira da Silva Sousa e Menezes (m. 18 de Fevereiro de 1793), moço fidalgo acrescentado a fidalgo escudeiro da Casa Real; senhor da Vila e Casas de Bertiandos em Ponte de Lima e dos Biscaínhos em Braga, e de sua mulher Inês Luiza César de Lencastre[43]

Tiveram os seguintes filhos
- D. Lourenço José Maria de Almada Cirne Peixoto, 3º conde de Almada casado com  D. Maria Rita Machado de Castelo-Branco Mendonça e Vasconcelos.
- D. Maria José de Almada, nasc. 30 de Setembro de 1819 e m. a 8 de Março de 1835.[2]
- D. Maria Carlota de Almada, nasc. a 17 de Abril de 1821[2] e m. com 5 anos de idade.[44]
- D. Maria Bárbara Xavier de Almada, nasc. a 14 de Dezembro de 1822 e m. a 13 de Março de 1852,[2] solteira, na freguesia de Santa Maria Maior. em Viana do Castelo, moradora na R. da Bandeira com a mãe. Foi enterrada no dia seguinte na Igreja dos Terceiros, da mesma cidade, segundo a sua certidão de óbito.
- D. Maria da Conceição, nasc. 22 de Dezembro de 1823.[45]
- D. Sebastião de Almada, m. m.
- D. Maria Violante de Almada, nasc. a 22 de Dezembro de 1823.[2]
- D. Maria Vitória de Almada, nasc. a 27 de Junho[2] ou a 27 de Julho de 1830[25] e m. em 20 de Agosto de 1918, moça do Coro do Real Mosteiro da Encarnação de Lisboa,[45] admitida em 28 de Março de 1855.[46]
- D. Antão José de Almada, nasc. a 9 de Novembro[47] de 1831,[48] baptizado a 11 do mesmo mês no oratório de Palácio do Rossio[49] e faleceu em 6 de Fevereiro de 1914, em Viana do Castelo, tendo sido enterrado no Convento de São Francisco da mesma cidade,[48] e casado com Júlia Angelina de Melo Teixeira, a 1 de Maio de 1858,[2] que nasc. a 10 de Novembro de 1838 e m. em 1907, filha de João Lopes Teixeira de Melo, capitão de Caçadores do exército realista, e de sua mulher D. Joaquina de Souza.[45] Tiveram as filhas:
  - D. Maria Francisca, nasc. a 30 de Março de 1859,[2] sem geração.
  - D. Maria Joaquina, nasc. 25 de Setembro de 1860.[45]
  - D. Maria Barbara, nasc. a 15 de Março de 1866[2] e m. 23 de Junho de 1883,[45] em Viana do Castelo, sem geração.[44]
  - D. Maria José,[45] nasceu a 5 de Agosto de 1875 e faleceu em 10 de Maio de 1876.[44]
- Ana

## Outras fontes genealógicas
- verbete «D. Antão José Maria de Almada» na roglo, visitado em 14 de dezembro de 2012.